# Saison 2012-2013 du Heat de Miami
La saison 2012-2013 du Heat de Miami est la 25e saison au sein de la National Basketball Association (NBA). Ils sont entrés dans la saison en tant que champions en titre, après avoir vaincu le Thunder d'Oklahoma City lors des Finales NBA 2012.  Il s'agit de la troisième saison du Heat avec le Big Three de Dwyane Wade, LeBron James, et Chris Bosh.
Au cours de la saison, le Heat a réalisé une série de 27 victoires, qui à l’époque est considérée comme la deuxième plus longue série de victoires dans l’histoire de la NBA. James, Wade et Bosh ont tous les trois été sélectionnés pour le NBA All-Star Game 2013. À la fin de la saison régulière, James remporte son quatrième titre de NBA Most Valuable Player (MVP), à un vote près de remporter le titre à l’unanimité.
Le 3 juin 2013, le Heat a battu les Pacers de l'Indiana dans le septième match de la finale de la Conférence Est pour devenir la première équipe, depuis les Bulls de Chicago en 1998, à remporter trois fois le titre de champion de conférence. Le Heat a ensuite battu les Spurs de San Antonio dans les Finales NBA 2013, au terme de sept matchs, donnant aux Spurs leur toute première défaite en Finales NBA. La série est notamment marquée par un tir à trois points de Ray Allen décisif, pour prolonger le sixième match et permettre à l'équipe de joueur le match 7.
En raison de leurs performances en saison régulière et en playoffs, associées aux performances individuelles de James, cette équipe de Miami est considéré comme l’une des plus grandes équipes de l’histoire de la NBA.

## Classements de la saison régulière
| Conférence Est | Conférence Est         | Conférence Est | Conférence Est | Conférence Est | Conférence Est |  |
| No             | Franchise              | Vic.           | Déf.           | % V/D          | RV             |  |
| -------------- | ---------------------- | -------------- | -------------- | -------------- | -------------- |  |
| 1              | Heat de Miami          | 66             | 16             | 80,49 %        | -              |  |
| 2              | Knicks de New York     | 54             | 28             | 65,85 %        | 12.0           |  |
| 3              | Pacers de l'Indiana    | 49             | 32             | 60,49 %        | 16.5           |  |
| 4              | Nets de Brooklyn       | 49             | 33             | 59,76 %        | 17.0           |  |
| 5              | Bulls de Chicago       | 45             | 37             | 54,88 %        | 21.0           |  |
| 6              | Hawks d'Atlanta        | 44             | 38             | 53,66 %        | 22.0           |  |
| 7              | Celtics de Boston      | 41             | 40             | 50,62 %        | 24.5           |  |
| 8              | Bucks de Milwaukee     | 38             | 44             | 46,34 %        | 28.0           |  |
|                |                        |                |                |                |                |  |
| 9              | 76ers de Philadelphie  | 34             | 48             | 41,46 %        | 32.0           |  |
| 10             | Raptors de Toronto     | 34             | 48             | 41,46 %        | 32.0           |  |
| 11             | Pistons de Détroit     | 29             | 53             | 35,37 %        | 37.0           |  |
| 12             | Wizards de Washington  | 29             | 53             | 35,37 %        | 37.0           |  |
| 13             | Cavaliers de Cleveland | 24             | 58             | 29,27 %        | 42.0           |  |
| 14             | Bobcats de Charlotte   | 21             | 61             | 25,61 %        | 45.0           |  |
| 15             | Magic d'Orlando        | 20             | 62             | 24,39 %        | 46.0           |  |

| Division Sud-Est      | V  | D  | PCT     | GB   | Dom   | Ext   | Div  | Conf  |
| --------------------- | -- | -- | ------- | ---- | ----- | ----- | ---- | ----- |
| Heat de Miami         | 66 | 16 | 80,49 % | -    | 37-4  | 29-12 | 15-1 | 41-11 |
| Hawks d'Atlanta       | 44 | 38 | 53,66 % | 22.0 | 25-16 | 19-22 | 11-5 | 29-23 |
| Wizards de Washington | 29 | 53 | 35,37 % | 37.0 | 22-19 | 7-34  | 5-11 | 15-37 |
| Bobcats de Charlotte  | 21 | 61 | 25,61 % | 45.0 | 15-26 | 6-35  | 6-10 | 18-34 |
| Magic d'Orlando       | 20 | 62 | 24,39 % | 46.0 | 12-29 | 8-33  | 3-13 | 10-42 |

## Effectif
| Effectif du Heat de Miami 2012-2013 |
| --- |
| 1 Chris Bosh (C) • 3 Dwyane Wade (C) • 5 Juwan Howard • 6 LeBron James (C) • 9 Rashard Lewis • 11 Chris Andersen • 13 Mike Miller • 15 Mario Chalmers • 22 James Jones • 24 Jarvis Varnado • 30 Norris Cole • 31 Shane Battier • 34 Ray Allen • 40 Udonis Haslem • 50 Joel Anthony Entraîneur : Erik Spoelstra Entraîneurs-Adjoints : Bob McAdoo • Keith Askins • Dan Craig • Ron Rothstein • David Fizdale • Chet Kammerer |

## Statistiques

### Saison régulière
| Joueur          | Matchs | Titul. | Min./m | % Tir | % 3pts | % LF  | Rbds/m. | Pass/m. | Int/m. | Ctr/m. | Pts/m. |
| --------------- | ------ | ------ | ------ | ----- | ------ | ----- | ------- | ------- | ------ | ------ | ------ |
| Ray Allen       | 79     | 0      | 25.8   | .449  | .419   | .886  | 0.5     | 1.7     | 0.8    | 0.2    | 10.9   |
| Chris Andersen  | 42     | 0      | 14.9   | .577  | .667   | .677  | 1.4     | 0.4     | 0.4    | 1.0    | 4.9    |
| Joel Anthony    | 62     | 3      | 9.1    | .515  | -      | .607  | 0.7     | 0.2     | 0.2    | 0.7    | 1.4    |
| Shane Battier   | 72     | 20     | 24.8   | .420  | .430   | .842  | 0.5     | 1.0     | 0.6    | 0.8    | 6.6    |
| Chris Bosh      | 74     | 74     | 33.2   | .535  | .284   | .798  | 1.8     | 1.7     | 0.9    | 1.4    | 16.6   |
| Mario Chalmers  | 77     | 77     | 26.9   | .429  | .409   | .795  | 0.2     | 3.5     | 1.5    | 0.2    | 8.6    |
| Norris Cole     | 80     | 4      | 19.9   | .421  | .357   | .650  | 0.2     | 2.1     | 0.7    | 0.1    | 5.6    |
| Josh Harrellson | 6      | 0      | 5.2    | .444  | .200   | .500  | 0.5     | 0.0     | 0.2    | 0.2    | 1.7    |
| Terrel Harris   | 7      | 0      | 4.1    | .250  | .000   | .750  | 0.6     | 0.3     | 0.0    | 0.0    | 1.4    |
| Udonis Haslem   | 75     | 59     | 18.9   | .514  | -      | .711  | 1.3     | 0.5     | 0.4    | 0.2    | 3.9    |
| Juwan Howard    | 7      | 2      | 7.3    | .526  | -      | 1.000 | 0.0     | 0.9     | 0.0    | 0.0    | 3.0    |
| LeBron James    | 76     | 76     | 37.9   | .565  | .406   | .753  | 1.3     | 7.3     | 1.7    | 0.9    | 26.8   |
| James Jones     | 38     | 0      | 5.8    | .344  | .302   | .500  | 0.0     | 0.3     | 0.1    | 0.2    | 1.6    |
| Rashard Lewis   | 55     | 9      | 14.4   | .414  | .389   | .622  | 0.3     | 0.5     | 0.4    | 0.3    | 5.2    |
| Mike Miller     | 59     | 17     | 15.3   | .433  | .417   | .727  | 0.3     | 1.7     | 0.4    | 0.1    | 4.8    |
| Dexter Pittman  | 4      | 0      | 3.0    | .600  | -      | -     | 1.0     | 0.0     | 0.0    | 0.0    | 1.5    |
| Jarvis Varnado  | 8      | 0      | 5.0    | .333  | -      | -     | 0.1     | 0.3     | 0.0    | 0.3    | 0.3    |
| Dwyane Wade     | 69     | 69     | 34.7   | .521  | .258   | .725  | 1.2     | 5.1     | 1.9    | 0.8    | 21.2   |

### Playoffs
| Joueur         | Matchs | Titul. | Min./m | % Tir | % 3pts | % LF | Rbds/m. | Pass/m. | Int/m. | Ctr/m. | Pts/m. |
| -------------- | ------ | ------ | ------ | ----- | ------ | ---- | ------- | ------- | ------ | ------ | ------ |
| Ray Allen      | 23     | 0      | 24.9   | .430  | .406   | .870 | 2.8     | 1.3     | 0.5    | 0.1    | 10.2   |
| Chris Andersen | 20     | 0      | 15.2   | .807  | -      | .735 | 3.8     | 0.2     | 0.5    | 1.1    | 6.4    |
| Joel Anthony   | 14     | 0      | 5.1    | .300  | -      | -    | 1.5     | 0.0     | 0.1    | 0.3    | 0.4    |
| Shane Battier  | 22     | 0      | 17.8   | .290  | .295   | .821 | 1.7     | 0.5     | 0.2    | 0.3    | 4.7    |
| Chris Bosh     | 23     | 23     | 32.7   | .458  | .405   | .733 | 7.3     | 1.5     | 1.0    | 1.6    | 12.1   |
| Mario Chalmers | 23     | 23     | 28.3   | .415  | .353   | .755 | 2.3     | 3.1     | 0.9    | 0.0    | 9.4    |
| Norris Cole    | 21     | 0      | 19.9   | .480  | .531   | .737 | 1.9     | 2.0     | 0.7    | 0.1    | 6.1    |
| Udonis Haslem  | 22     | 19     | 16.2   | .593  | -      | .571 | 3.6     | 0.3     | 0.7    | 0.2    | 5.0    |
| LeBron James   | 23     | 23     | 41.7   | .491  | .375   | .777 | 8.4     | 6.6     | 1.8    | 0.8    | 25.9   |
| James Jones    | 9      | 0      | 3.7    | .429  | .750   | -    | 0.3     | 0.0     | 0.0    | 0.1    | 1.0    |
| Rashard Lewis  | 11     | 0      | 4.3    | .400  | .000   | .500 | 0.6     | 0.4     | 0.2    | 0.2    | 1.5    |
| Mike Miller    | 17     | 5      | 13.6   | .467  | .444   | -    | 1.9     | 0.9     | 0.5    | 0.1    | 3.4    |
| Dwyane Wade    | 22     | 22     | 35.5   | .457  | .250   | .750 | 4.6     | 4.8     | 1.7    | 1.0    | 15.9   |

## Transactions

### Résumé
| Arrivées Via free agency - Ray Allen - Rodney Carney - Rashard Lewis - Mickell Gladness - Josh Harrellson - Garrett Temple | Départs Via free agency - Eddy Curry - Ronny Turiaf |

### Échanges
| 28 juin Jour de la draft | Vers le Heat de MiamiDroits sur Justin Hamilton Futur premier tour de draft | Vers les 76ers de PhiladelphieDroits sur Arnett Moultrie |

### Agents libres
| Arrivées        | Arrivées          | Arrivées                           |
| Joueur          | Date de signature | Ancienne équipe                    |
| --------------- | ----------------- | ---------------------------------- |
| Ray Allen       | 11 juillet        | Celtics de Boston                  |
| Rashard Lewis   | 11 juillet        | Wizards de Washington              |
| Terrel Harris   | 11 septembre      | Heat de Miami (re-signe)           |
| Garrett Temple  | 13 septembre      | Novipiù Casale Monferrato (Italie) |
| Josh Harrellson | 17 septembre      | Rockets de Houston                 |
| Rodney Carney   | 27 septembre      | Liaoning Dinosaurs (Chine)         |

| Départs      | Départs        | Départs                 |
| Joueur       | Date de départ | Nouvelle équipe         |
| ------------ | -------------- | ----------------------- |
| Ronny Turiaf | 27 juillet     | Clippers de Los Angeles |
| Eddy Curry   | 1er octobre    | Spurs de San Antonio    |